# 가야 오키노리
가야 오키노리(일본어: 賀屋 興宣, 1889년 1월 30일 ~ 1977년 4월 28일)는 일본의 정치인이다.

## 생애
오키노리는 1889년, 지금의 히로시마현 히로시마시에서 국학자 후지이 이쓰와 애국 부인회 간사를 맡던 가야 가네코 사이에서 태어났다. 그의 나이 4세 때, 어머니의 큰아버지의 대를 이어 성을 가야(賀屋) 로 개칭하였다.
도쿄 제국대학 법과 대학 정치학 학과를 졸업한 뒤 대장성에 들어갔으며, 관료일 시기에는 육·해군 예산을 담당해 젊은 군인들과도 친했다. 1927년 제네바 해군 군축 회의, 1929년 런던 해군 군축 회의에 각각 전권의 수행원으로서 참석했고, 전시에는 경제 정책을 방향 짓는 등, 혁신 관료의 일원으로 활약하였다.
1937년 제1차 고노에 내각에서 일 년 동안 대장 대신을 지냈고, 1941년 태평양 전쟁 개전 당시의 도조 내각에서도 다시 대장 대신으로 전시 재정을 담당 했지만, 도고 시게노리 외무 대신과 함께 미국과 영국을 상대로 한 전쟁을 시종 반대하였다.
전시하에는 전시 공채를 남발해 증세에 의한 군사비 중심의 예산을 짰다. 이 예산 편성은 화베이에서의 자원 개발이나, 대동아공영권을 중심으로 한 블록 경제를 상정한 것이며, A급 전범으로 기소된 이유도 이 예산의 책임자였던 일에서 기인된 것이라고 추측되고 있다.

## 극동 국제 군사 재판과 그 이후
제2차 세계 대전 이후, 극동 국제 군사 재판에서 종신형 판결을 받아 약 10년간 스가모 형무소에서 복역하였다. 1955년 9월 17일에 스즈키 데이이치, 하시모토 긴고로 등과 함께 가석방되었다.
1958년에 정식 사면 후, 도쿄도 제3구에서의 중의원 의원 선거에서 5회 연속 당선되었다. 기시 노부스케 총리의 경제 고문이나 외교 조사 회장으로 안보 개정에 임한 것 외에, 이케다 내각의 법무대신과 자민당 정무조사회장 등을 역임해 자유민주당의 우파 및 강경파 정치가로 이름을 날렸다. 가야는 시게미쓰 마모루, 기시 노부스케와 함께 A급 전범이 정계로 복귀한 대표적인 사례로, 후에 A급 전범들의 야스쿠니 신사 합사에도 깊숙하게 개입하였다.

## 역대 선거 기록
|  | 27.9% |

|  | 26.7% |

|  | 25.8% |

|  | 20.5% |

|  | 14.5% |